# Ewald Wessling

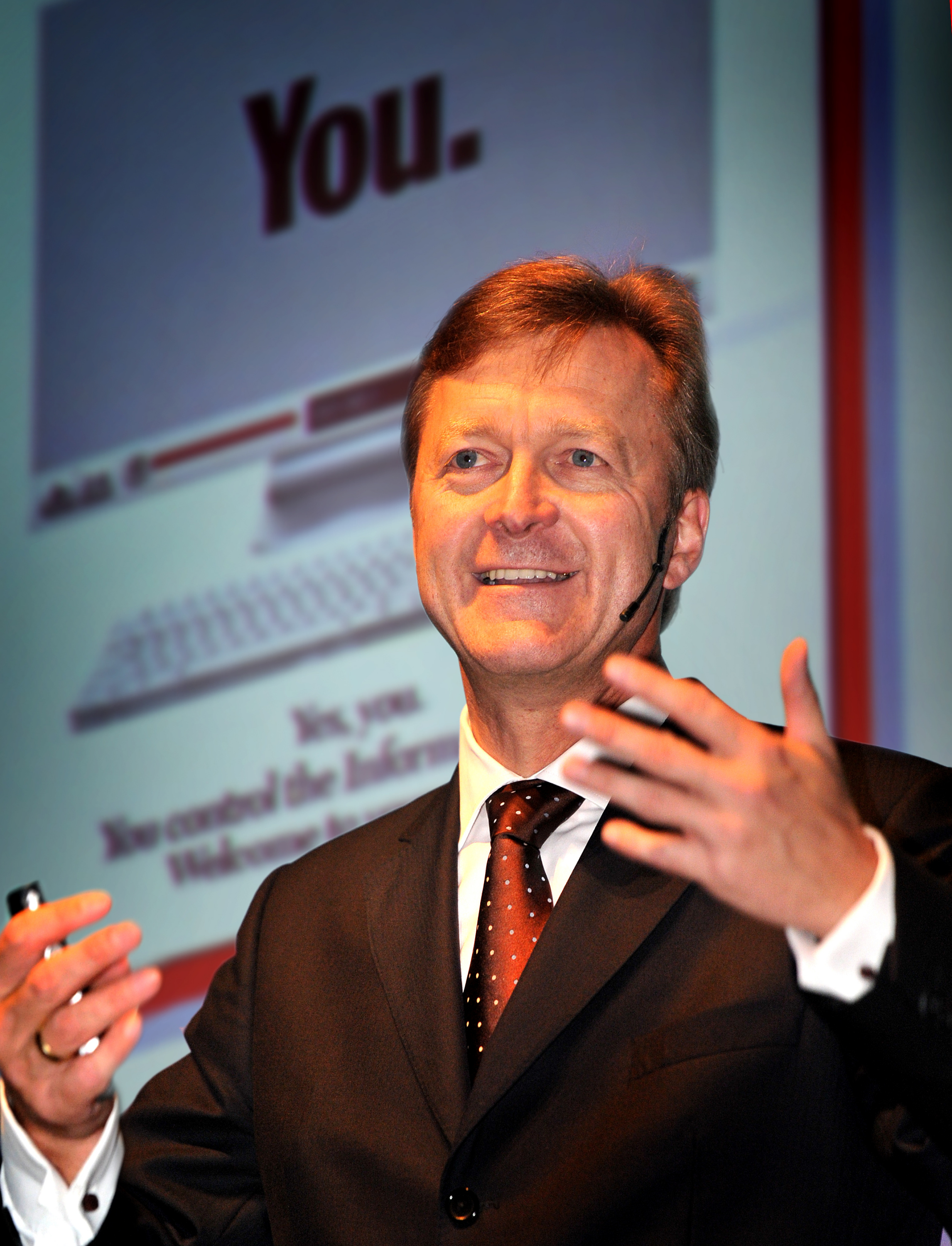
Ewald Wessling (2010)

Ewald Wessling  (* 21. Januar 1961 in Neuwied) ist ein deutscher Volkswirt. Er lehrt als Professor für Neue Kommunikationsformen an der Hochschule Hannover ist Vorsitzender des Aufsichtsrats der Vogel Communications Group sowie Gast im Stiftungsrat der Ferdinand Heine-Stiftung.

## Leben
Wessling, Sohn des Ingenieurs Josef Gerhard Wessling und von Hiltrud Wessling, geb. Hauschild, legte das Abitur an der Friedensschule in Münster ab und studierte dort dann Volkswirtschaft, Publizistik und Philosophie. Von 1983 bis 1984 leistete er an der DJK Sportschule in Münster seinen Zivildienst. 1986 schloss Wessling sein Studium als Diplom-Volkswirt ab und wurde 1990 bei Manfred Borchert mit der Arbeit Individuum und Information. Die Erfassung von Information und Wissen in ökonomischen Handlungstheorien promoviert. Für seine Arbeit erhielt er den Dissertationspreis der Westfälischen Wilhelms-Universität.
Von 1990 bis 2006 war Wessling als Manager in der Zeitschriftenbranche und zuletzt Geschäftsführer eines mittelständischen Verlags beschäftigt. Während dieser Zeit studierte er von 2000 bis 2005 in Programmen an der Harvard Business School und der Stanford Graduate School of Business. Von 2006 bis 2010 war Wessling Professor für Kommunikation im digitalen Wandel an der SRH Hochschule Calw und SRH Hochschule Berlin. Seit 2010 ist er Professor für Neue Kommunikationsformen an der Hochschule Hannover.
Wessling beschäftigt sich mit den Auswirkungen des digitalen Wandels auf Gesellschaft, Menschen und Unternehmen. Dazu gibt er Seminare und hält Vorträge unter anderem auf Kongressen, Managementmeetings oder Kundenveranstaltungen von Unternehmen. Er ist zu diesen Themen Interviewpartner unter anderem von WDR, SWR und SAT 1.
Wessling war von 2011 bis 2017 Vorsitzender des Aufsichtsrats der Wizelife AG und ist Vorsitzender des Aufsichtsrats bei der Vogel Communications Group, einem deutschen Fachmedienunternehmen, sowie Gast im Stiftungsrat der Ferdinand Heine-Stiftung.
Ewald Wessling ist verheiratet und hat vier Kinder.

## Veröffentlichungen
- Föderalismus in Staat und Wirtschaft. In: J. Schumann (Hrsg.): Der Staat in den Volkswirtschaften Polens und der Bundesrepublik Deutschland. Bad Honnef 1989, S. 154–170.
- Föderalismus als wirtschaftspolitische Strategie für die Einigung Europas. In: Hanns Martin Schleyer-Stiftung (Hrsg.): Europäische Integration. Wie viel Wettbewerb – wie viel Bürokratie? Köln 1989, S. 114–115.
- mit J. Nawatzki: Information als Gegenstand den Informationsmanagements. In: Wissenschaftliche Zeitschrift. Handelshochschule Leipzig. Jg. 19, 3/1992, S. 27–38.
- mit M. Leschke: Evolutorik vs. Neoklassik. Eine Analyse auf der Basis der Theorie wissenschaftlicher Forschungsprogramme. In: Homo Oeconomicus. Volume 11, Number 2. 1994, S. 255–291.
- Fernsehen mit der Maus. In: ARTE Magazin. Ausgabe 4, 2007, S. 16–17 (online)
- Parallele Mediennutzung in Pod-time. In: tendenz. Ausgabe 2, 2008, S. 14–15 (online)
- Customer 2.0 – Wie das Internet den Kunden zum König macht. In: Expodata. 7/2008, S. 28–29 (online)
- Es geht nicht ohne eine neue Kultur. In: dnv – der neue vertrieb. 17–18, 2008, S. 126–127.
- Web 2.0 – Wie die neuen Medien das Informations- und Konsumverhalten verändern. Wiesbaden 2008 (online)
- Internet verändert Menschen, Märkte und Gesellschaft. In: ipw – Das Papier. 7/2009 (Beitrag auf CD-ROM).
- Chancen für Tageszeitungsverlage in der digitalen Welt. In: Geschäftsbericht 2008 der Deutsche Druck- und Verlagsgesellschaft mbH. Berlin 2009, S. 28–38 (online)
- Warum wir im Netz von unseren Kindern lernen müssen. In: Sächsische Zeitung. 10/2009 (online)
- Warum ist unsere Zukunft digital? In: N. Buschhaus (Hrsg.): Warum. Offenbach 2010, S. 264–275.
- Medialer Wandel und digitale Revolution. In: U. Dittler, S. Selke (Hrsg.): Postmediale Wirklichkeiten aus interdisziplinärer Perspektive. Beiträge zur Zukunft der Medien. München 2010, S. 27–48.
- Strategische Wege in die Digitalisierung – Die Fallstudie BILD. In: A. Rott (Hrsg.): Fallstudien zum Medienmanagement. Hamburg 2010.
- Sind sie nicht alle ein bisschen Verleger? In: impresso. 01/2011, S. 4–8.
- Wohin die digitale Reise geht. In: textintern. Ausgabe 9, 03/2011 (online)
- Revolution 2.0 – Aal-Prinzip und Schwarm-Wissen. In: HR Performance. 07/2011 (online)
- Verlagsmanagement im digitalen Umbruch. In: O. Hengerer (Hrsg.): Change Management: Perspektiven. Berlin 2011, S. 156–188.
- Lernen von Google & Co. 3. Auflage. Offenbach 2012, ISBN 978-3-86936-132-1.
- Experimentieren will gelernt sein – Strategien für den digitalen Wandel In: M. Haller (Hrsg.): Wir brauchen Zeitungen! Was man aus der Zeitung alles machen kann. Trendbeschreibung und Best Practices Köln 2015, S. 41–50.
- SWOT ist gut – TOWS ist besser In: prmagazin 08/2015, S. 56–61.
- Spielerisch Zielgruppen erreichen In: prmagazin 01/2016, S. 46–53.
- Digitalisierung erfolgreich nutzen 4. Auflage. Offenbach 2016, ISBN 978-3-86936-740-8.